# Helminthomorpha
Helminthomorpha – infragromada lub nadkohorta wijów z gromady dwuparców i podgromady Chilognatha.
Dwuparce te mają wydłużone, walcowate lub prawie walcowate ciało. Ich narządy gębowe charakteryzuje gnatochilarium o niezlanych lamellae linguales. Tułów cechują niepodzielone sternity oraz podzielone na prozonę i metazonę tergity. Układ oddechowy ma nierozgałęzione tchawki, a drugi i trzeci pierścień tułowia pozbawiony jest przetchlinek. Od piątego pierścienia tułowia zaczynają się rzędy bocznych ujść gruczołów obronnych (ozoporów). U samców przynajmniej niektóre pary odnóży na diplosegmentach VI–VIII przekształcone są w gonopody, przy czym gonopody u Colobognatha i Eugnatha przypuszczalnie nie są homologiczne. 
Krocionogi te rozsiedlone są kosmopolitycznie. Występują na wszystkich kontynentach oprócz Antarktydy. Na północy przekraczają koło podbiegunowe na Islandii, w Norwegii, na Półwyspie Jamalskim i Syberii. Na południe sięgają południowego Chile, południowoafrykańskiej Prowincji Przylądkowej Zachodniej oraz nowozelandzkich wysp Auckland.
Takson ten wprowadzony został w 1894 przez Reginalda Innesa Pococka. Należą doń dwie kohorty:
- Colobognatha Brandt, 1834
- Eugnatha Attems, 1898

Ponadto zalicza się tu wymarłą rodzinę Hexecontasomatidae Hannibal, 2000, nieprzyporządkowaną do żadnej z kohort.
W zapisie kopalnym znane są od syluru.